# Nakano-Fujimichō (métro de Tokyo)
Nakano-Fujimichō (中野富士見町駅, Nakano-Fujimichō-eki) est une station du métro de Tokyo sur la ligne Marunouchi dans l'arrondissement de Nakano à Tokyo. Elle est exploitée par le Tokyo Metro.

## Situation sur le réseau
La station Nakano-Fujimichō est située au point kilométrique (PK) 1,3 de la branche secondaire de la ligne Marunouchi.

## Histoire
La station a été inaugurée le 8 février 1961 sur la ligne Marunouchi.

## Services aux voyageurs

### Accès et accueil

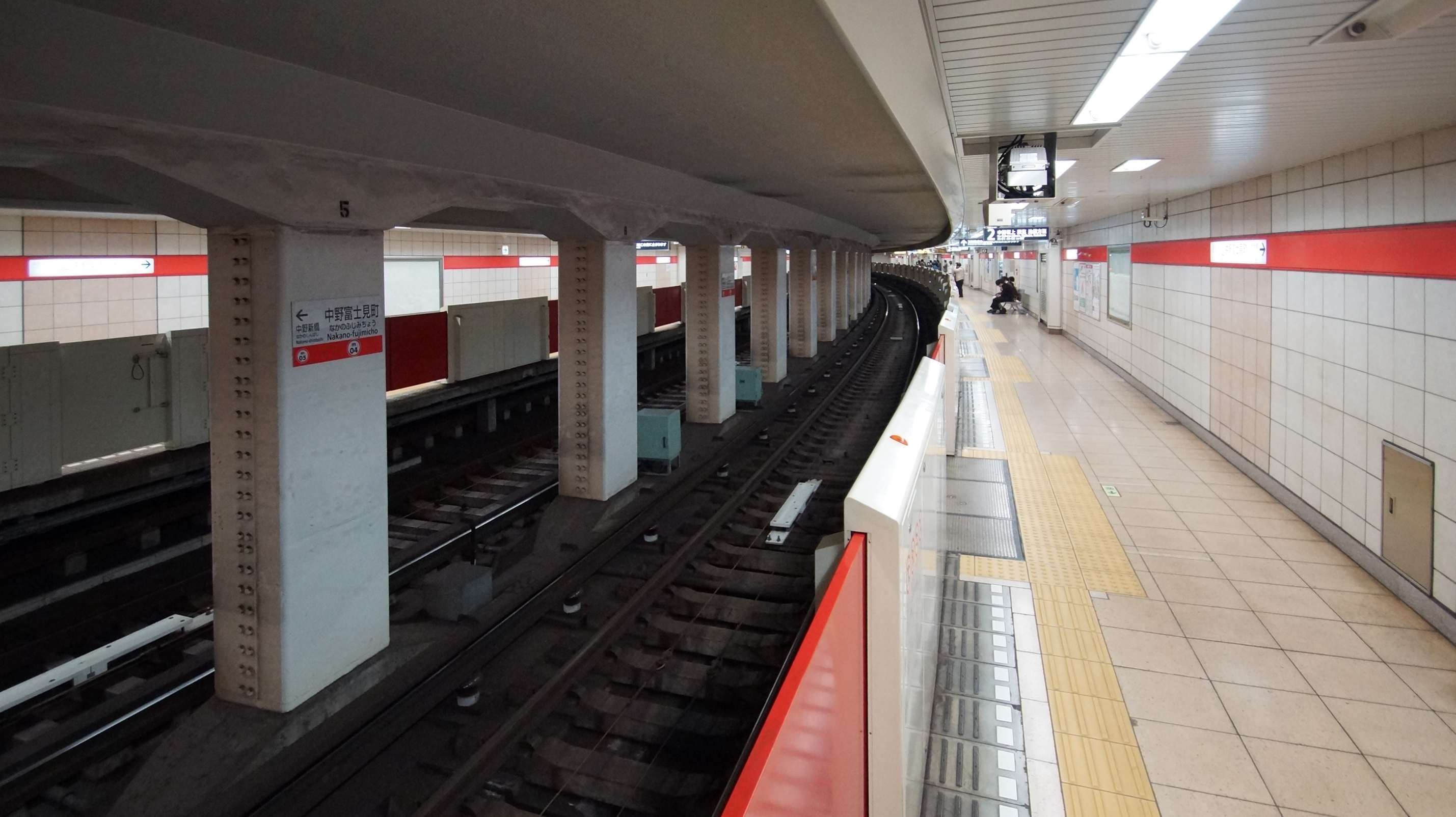
Quais de la ligne Marunouchi

La station est ouverte tous les jours.
En moyenne en 2015, 18 741 voyageurs ont fréquenté quotidiennement la station.

### Desserte
Ligne Marunouchi :
- voie 1 : direction Hōnanchō
- voie 2 : direction Nakano-Sakaue et Ikebukuro